# Klaus Kacmierczak
Klaus Kacmierczak (* 18. Mai 1949) ist ein ehemaliger deutscher Fußballspieler. Er absolvierte in den Jahren 1975 bis 1978 insgesamt 78 Spiele in der 2. Fußball-Bundesliga für Westfalia Herne und erzielte dabei 10 Tore.

## Laufbahn
Der Abwehrspieler Klaus Kacmierczak gehörte in der Saison 1974/75 der Mannschaft des DSC Wanne-Eickel an, die sich in der Verbandsliga Westfalen einen spannenden Zweikampf mit Westfalia Herne um die Meisterschaft lieferte. Die Elf von Trainer Werner Stahl verlor am letzten Spieltag das Auswärtsspiel beim Lüner SV mit 1:2 und damit feierte die Mannschaft vom Schloss Strünkede mit zwei Punkten Vorsprung die Meisterschaft. Herne konnte sich als Aufsteiger in die 2. Bundesliga zur Saison 1975/76 die Dienste des Defensivspielers sichern und so debütierte Kacmierczak am 9. August 1975 in der Mannschaft von Trainer Heinz Murach beim Auswärtsspiel von Herne gegen Borussia Dortmund in der 2. Bundesliga. Durch den 2:1-Erfolg am dritten Spieltag, dem 20. August 1975, bei der DJK Gütersloh gelang der erste doppelte Punktgewinn von Westfalia. Der Neuzugang aus Wanne-Eickel absolvierte in der Elf von Mäzen Erhard Goldbach 31 Ligaspiele und erzielte dabei fünf Tore; Herne belegte den 10. Platz. Zusammen mit Heinz Ptaczynski (36-2), Herbert Pureber (35), Peter Cordes (35-4), Klaus-Peter Kerkemeier (32-7), Jochen Abel (33-17), Hans-Jürgen Bradler (31), Bernd Ochmann (32-7) und Hartmut Sinnigen (30) bildete er den Kern der Stammbesetzung des Aufsteigers.
In der zweiten Saison 2. Bundesliga, 1976/77, gehörte Kacmierczak wiederum mit 36 Einsätzen und fünf Toren der Stammbesetzung von Herne an, die mit dem 11. Rang die Runde beendete. Nach der Hinrunde hatte dabei Ivica Horvat Trainer Murach abgelöst. Trotz der Neuzugänge Karl-Heinz Brücken, Herbert Bals, Hans-Günter Etterich, Hugo Lütkebohmert und Søren Busk hatte man aber nicht in die vorderen Tabellenhälfte aufsteigen können. Im dritten Jahr in der 2. Bundesliga, 1977/78, kam der Abwehrspieler nur noch zu elf Einsätzen und beendete im Weltmeisterschaftssommer 1978 seine Profikarriere.